# Eli Wallach
Pour les articles homonymes, voir Wallach.
Eli Wallach est un acteur américain, né le 7 décembre 1915 à New York et mort le 24 juin 2014 dans la même ville.
Il est surtout connu pour avoir interprété les rôles du séducteur dans Baby Doll d'Elia Kazan, de Guido dans Les Désaxés de John Huston, avec notamment une immortelle scène de rock avec Marilyn Monroe, et dans celui de Tuco dans Le Bon, la Brute et le Truand. Dans une moindre mesure, il a également été remarqué dans Les Sept Mercenaires (Calvera) et Le Parrain III (Don Altobello). En France, Eli Wallach est aussi connu pour avoir joué le mafioso Frankie Scannapieco dans Le Cerveau de Gérard Oury.

## Biographie

### Origines familiales
Eli Herschel Wallach est le fils de deux immigrés juifs originaires de Pologne, Bertha (née Schorr) et Abraham Wallach. Il grandit dans la seule famille juive de quatre enfants vivant dans un quartier essentiellement italo-américain, celui de Red Hook à Brooklyn. Il a deux sœurs et un frère. Il est l'oncle de l'historienne Joan Wallach Scott, fille de son frère Sam, et le grand-oncle du journaliste et critique de cinéma Anthony Oliver Scott.

### Formation et service militaire
Eli Wallach est diplômé de l'université du Texas à Austin et reçoit un « Master of Arts » du Collège de la ville de New York. Wallach sert en tant que sergent-chef à Hawaï dans un hôpital militaire pendant la Seconde Guerre mondiale. Il obtient le grade de sous-lieutenant.

### Carrière

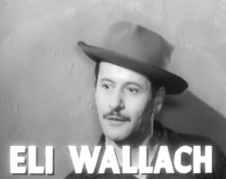
Dans Baby Doll (1956).

En 1945, Eli Wallach fait ses débuts au théâtre à Broadway puis, l'année suivante, avec la troupe itinérante de Katharine Cornell, il joue dans Antoine et Cléopâtre de Shakespeare. D'autres pièces suivent, comme Mister Roberts (1948), The Teahouse of the August Moon (1953), Camino Real de Tennessee Williams (1953), Major Barbara (1956) et surtout, en 1951, La Rose tatouée de Tennessee Williams, rôle avec lequel il décroche un Tony Award.
En 1956, Wallach débute au cinéma dans Baby Doll d'Elia Kazan dans le rôle de Silva Vacarro, personnage de séducteur. Peu après, il est notamment remarqué dans le film de John Huston Les Désaxés (1961). Clark Gable, décédant peu après la fin du tournage, Marilyn Monroe en 1962 et Montgomery Clift en 1966, il reste, pendant plus de cinquante ans, le dernier survivant des quatre acteurs principaux de ce « film maudit ».
Sergio Leone le remarque alors qu’il n’a qu’un petit rôle dans La Conquête de l'Ouest. Appréciant son humour, il lui confie son rôle le plus célèbre : Tuco, alias « le truand », dans Le Bon, la Brute et le Truand. Il se plia aux exigences du réalisateur tout en inventant un certain nombre de détails, dont le signe de croix maladroit effectué par son personnage pour conjurer régulièrement le mauvais sort.
Outre ses principales prestations dans Le Bon, la Brute et le Truand et Les Sept Mercenaires, où il joue le rôle d'un méchant ambigu qui tente de pardonner aux sept héros engagés par les villageois pour le combattre, il est connu pour son rôle de Don Altobello, personnage trouble, dans Le Parrain III.
En 2010, il est encore à l'affiche — à 94 ans — des films Wall Street : L'argent ne dort jamais d'Oliver Stone, The Ghost Writer de Roman Polanski et du film collectif New York, I Love You.
Il meurt à New York à l'âge de 98 ans.

### Vie privée

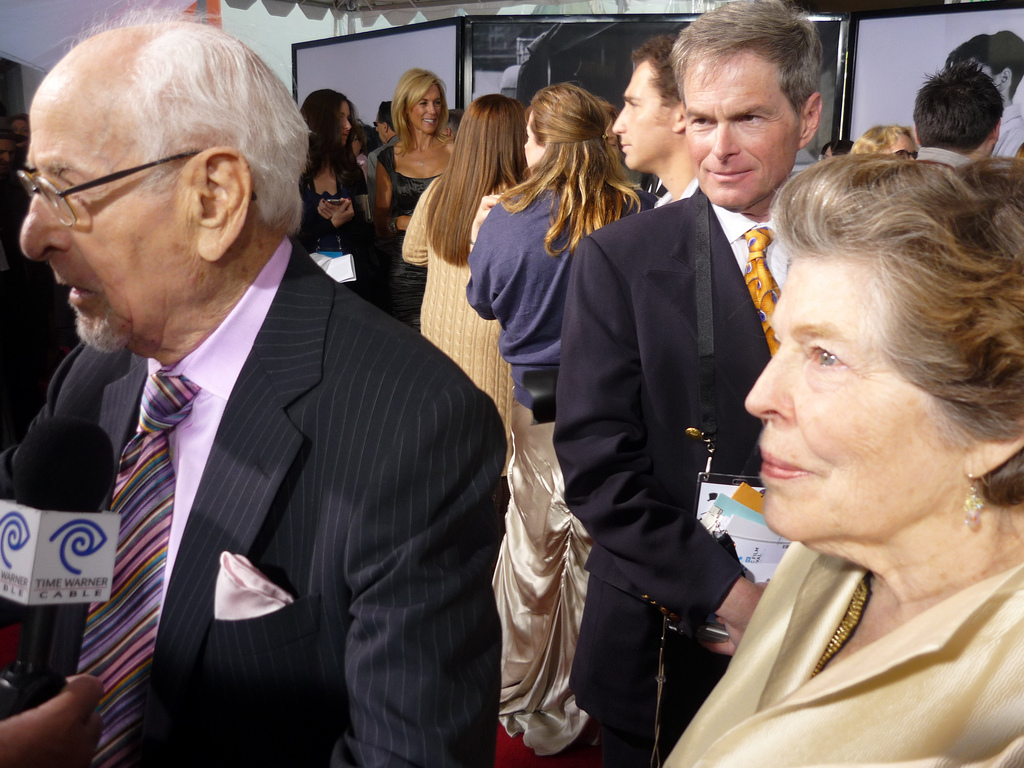
Eli Wallach et sa femme Anne Jackson, en 2010.

Eli Wallach épouse l'actrice Anne Jackson le 5 mars 1948, dont il a trois enfants : Peter, Katherine et Roberta. Son mariage est d'ailleurs souvent cité en exemple pour sa durée exceptionnelle dans les milieux hollywoodiens : 66 ans.
En 2005, Wallach publie son autobiographie : The Good, the Bad and Me (Le Bon, la Brute et Moi), ouvrage dans lequel il explique que ce fut pour lui un honneur de travailler avec Clint Eastwood, mais dans lequel il reproche à Sergio Leone sa négligence notoire à assurer la sécurité de ses acteurs pendant les scènes dangereuses. Eli Wallach y cite notamment la scène des chaines le reliant à un autre acteur qui devaient être détruites par le passage du train. Or il s'avère que les marches dudit train frôlaient sa tête à quelques centimètres risquant de le décapiter au moindre faux-mouvement. La scène de la pendaison l'a aussi profondément marqué : lorsque le coup de feu part pour couper la corde, le cheval apeuré démarre au galop, sans que personne le retienne et Eli Wallach, les mains toujours attachées à son dos, tente laborieusement de rester en selle sur plus d'un kilomètre.
Il perd la vue de l'œil gauche des suites d'un accident vasculaire cérébral au début des années 2000.

## Filmographie partielle

### Cinéma
- 1956 : Baby Doll d'Elia Kazan : Silva Vacarro
- 1958 : The Lineup de Don Siegel : Dancer
- 1960 : Les Sept Mercenaires (The Magnificent Seven) de John Sturges : Calvera
- 1960 : Les Sept Voleurs (Seven Thieves) de Henry Hathaway : Pancho
- 1961 : Les Désaxés (The Misfits) de John Huston : Guido
- 1962 : Aventures de jeunesse de Martin Ritt : John
- 1962 : La Conquête de l'Ouest (How the West Was Won) de Henry Hathaway, John Ford et George Marshall : Charlie Gant
- 1963 : Les Vainqueurs (The Victors) de Carl Foreman : le sergent Craig
- 1964 : Un mari à tout faire (Kisses for My President) de Curtis Bernhardt : Valdez
- 1965 : Lord Jim de Richard Brooks : le général
- 1965 : Genghis Khan d'Henry Levin : le chah de Khwarezm
- 1966 : Opération Opium (The Poppy Is Also a Flower) de Terence Young : Happy Locarno
- 1966 : Comment voler un million de dollars (How to Steal a Million) de William Wyler : Davis Leland
- 1966 : Le Bon, la Brute et le Truand (Il buono, il brutto, il cattivo) de Sergio Leone : Tuco le « truand »
- 1967 : Le Minus se rebiffe (The Tiger Makes Out) d'Arthur Hiller : Ben Harris
- 1968 : Les Quatre de l'Ave Maria  de Giuseppe Colizzi : Cacopoulos
- 1968 : Un détective à la dynamite (A Lovely Way to die) de David Lowell Rich : Tennessee Fredericks
- 1969 : Le Cerveau de Gérard Oury : Frankie Scannapieco
- 1969 : L'Or de MacKenna (Mackenna's Gold) de J. Lee Thompson : Ben Baker
- 1970 : Zigzag de Richard Colla : Mario Gambretti
- 1971 : Le Roman d'un voleur de chevaux (Romance of a Horsethief) d'Abraham Polonsky : Kifke
- 1973 : Permission d'aimer (Cinderella Liberty) de Mark Rydell : Lynn Forshay
- 1975 : Le Blanc, le Jaune et le Noir (Il bianco, il giallo, il nero) de Sergio Corbucci : shérif Edward « Black Jack » Gideon
- 1976 : E tanta paura de Paolo Cavara : Pietro Riccio
- 1976 : Independence de John Huston : Benjamin Franklin
- 1977 : La Sentinelle des maudits (The Sentinel) de Michael Winner : le détective Gatz
- 1977 : Les Grands Fonds (The Deep) de Peter Yates : Adam Coffin
- 1977 : La Théorie des dominos (The Domino Principle) de Stanley Kramer : le général Reser
- 1977 : Drôles de manières (Nasty Habits) de Michael Lindsay-Hogg
- 1978 : Girlfriends de Claudia Weill : Rabbi Gold
- 1978 : Folie Folie (Movie Movie) de Stanley Donen : Vince Marlow, Pop
- 1978 : Le Cercle de fer (Circle of Iron) de Richard Moore : l'homme-pétrole
- 1978 : Brigade antimafia (Squadra antimafia) : de Bruno Corbucci : Don Girolamo Gia
- 1979 : L'Arme au poing (Firepower) de Michael Winner : Sal Hyman
- 1980 : Le Chasseur (The Hunter) de Buzz Kulik : Ritchie Blumenthal
- 1981 : La Salamandre (The Salamander) de Peter Zinner : le général Leporello
- 1986 : Coup double (Tough Guys) de Jeff Kanew : Leon Little
- 1987 : Cinglée (Nuts) de Martin Ritt : Dr Herbert A. Morrison
- 1990 : The Two Jakes de Jack Nicholson : Cotton Weinberger
- 1990 : Le Parrain, 3e partie (The Godfather: Part III) de Francis Ford Coppola : don Altobello
- 1992 : Hollywood Mistress (Mistress) de Barry Primus : George Lieberhof
- 1992 : La Loi de la nuit (Night and the City) d'Irwin Winkler : Peck
- 1992 : Article 99 d'Howard Deutch : Sam Abrams
- 1995 : Two Much de Fernando Trueba : Sheldon
- 1996 : The Associate de Donald Petrie : Donald Fallon
- 2000 : Au nom d'Anna (Keeping the Faith) d'Edward Norton : Rabbi Ben Lewis
- 2003 : Mystic River de Clint Eastwood : Mr. Loonie
- 2006 : The Holiday de Nancy Meyers : Arthur Abbott
- 2007 : Faussaire de Lasse Hallström : Noah Dietrich
- 2010 : The Ghost Writer de Roman Polanski : le vieil homme à Martha's Vineyard
- 2010 : Wall Street : L'argent ne dort jamais de Oliver Stone : Jules Steinhardt
- 2010 : New York, I Love  You (divers réalisateurs) : Abe

### Télévision
- 1958 : Gift of the Magi de George Schaefer : narrateur
- 1958 : Playhouse 90, épisode The Plot to Kill Stalin (en)[6]
- 1958 : Where Is Thy Brother? d'Ernest Kinoy : Dan
- 1960 : Lullaby de Don Richardson : Johnny Horton
- 1971 : The Typists de Glenn Jordan : Paul Cunningham
- 1973 : Terreur dans la montagne (The Chill Factor) de Jerrold Freedman : Dr Frank Enari
- 1974 : Indict and Convict de Boris Sagal : DeWitt Foster
- 1974 : Houston, We've Got a Problem de Lawrence Doheny : narrateur
- 1974 : Paradise Lost de Glenn Jordan : Leo
- 1977 : Seventh Avenue (feuilleton) de Richard Irving et Russ Mayberry : Gus Farber
- 1978 : Le Pirate (The Pirate) de Ken Annakin : Ben Ezra
- 1980 : Fugitive Family de Paul Krasny : Olan Vacio
- 1981 : The Pride of Jesse Hallam de Gary Nelson : Sal Galucci
- 1981 : Skokie, le village de la colère (Skokie) de Herbert Wise : Bert Silverman
- 1982 : The Wall de Robert Markowitz : Mauritzi Apt
- 1982 : Le Chant du bourreau (The Executioner's Song) de Lawrence Schiller : oncle Vern Damico
- 1984 : Anatomy of an Illness de Richard T. Heffron : Dr. William Hitzig
- 1984 : Sam's Son de Michael Landon : Sam Orowitz
- 1985 : Murder: By Reason of Insanity d'Anthony Page : Dr Huffman
- 1985 : Embassy de Robert Michael Lewis : Joe Verga
- 1985 : Christophe Colomb (Cristoforo Colombo), mini-série de 4 épisodes d'Alberto Lattuada : père Hernando DeTalavera
- 1985 : Our Family Honor de Robert Butler et Michael Lange : Vincent Danzig
- 1986 : Something in Common de Glenn Jordan : Norman Voss
- 1986 : Rocket to the Moon de John Jacobs : Mr. Prince
- 1987 : The Impossible Spy de Jim Goddard : Yacov
- 1987 : Les Routes du Paradis (série télévisée), épisode "Question de confiance" (Saison 3 - épisode 22-25) : Gene Malloy
- 1988 : Arabesque, épisode L'Élixir de courte vie (4-17) : Salvatori Gambini
- 1989 : A Matter of Conscience de John Rubinstein : Ira Abrams
- 1991 : Vendetta: Secrets of a Mafia Bride de Stuart Margolin : Frank Latella
- 1991 : New York, police judiciaire (Law & Order), épisode La Dernière O.P.A. (2-2) : Simon Vilanis
- 1992 : Jeux d'influence (en) (Teamster Boss: The Jackie Presser Story) d'Alastair Reid : Bill Presser
- 1992 : Legacy of Lies de Bradford May : Moses Resnick
- 1993 : Vendetta 2: The New Mafia de Ralph L. Thomas : Frank Latella
- 1998 : Naked City: Justice with a Bullet de Jeff Freilich : Deluca
- 2000 : The Bookfair Murders de Wolfgang Panzer : Erich
- 2002 : Monday Night Mayhem de Ernest R. Dickerson : Leonard Goldenson
- 2002 : Urgences : Mr. Langston
- 2003 : Whoopi, épisode Une femme américaine (1-12) : Norman
- 2005 : Character Studies : invité
- 2006 : Studio 60 on the Sunset Strip, épisode The Wrap Party (1-6) : Eli Weintraub

## Distinctions
- 1951 : Tony Award pour son rôle au théâtre dans La Rose tatouée de Tennessee Williams
- 1956 : nomination au Golden Globe du meilleur acteur dans un second rôle pour Baby Doll d'Elia Kazan
- 2007 : nomination aux Emmy Award pour Studio 60 on the Sunset Strip, épisode The Wrap Party
- 2011 : Oscar d'Honneur pour l'ensemble de sa carrière.

Il détient sans doute le record d'écart entre deux nominations : 51 ans.[réf. nécessaire]

## Voix françaises
| - André Valmy (*1919 - 2015) dans : - Et viva la révolution ! - Le Blanc, le Jaune et le Noir - La Théorie des dominos - L'Arme au poing - Cinglée - The Two Jakes - La Loi de la nuit - Jacques Dynam (*1923 - 2004) dans : - Les Sept Mercenaires - Les Désaxés - La Baie aux émeraudes - Batman (série télévisée) - Le Chasseur - Hollywood Mistress - Philippe Dumat (*1925 - 2006) dans : - Comment voler un million de dollars - Les Quatre de l'Ave Maria - Terreur dans la montagne (Tv) - La salamandre - Coup double - Jean Lescot (*1938 - 2015) dans : - Au nom d'Anna - Faussaire - Wall Street : L'argent ne dort jamais | - Roger Carel (*1927 - 2020) dans : - La Conquête de l'Ouest - Le Cerveau (en collaboration avec lui-même) - Henry Djanik (*1926 - 2008) dans : - Opération Opium - Article 99 - Henri Labussière (*1921 - 2008) dans : - Les Grands Fonds - Arabesque (série télévisée) - Maurice Chevit (*1923 - 2012) dans : - La Sentinelle des maudits - Le Parrain 3 et aussi : - Raymond Loyer (*1916 - 2004) dans Baby Doll - Marcel Bozzuffi (*1929 - 1988) dans Lord Jim - Raoul Guillet dans Genghis Khan - Claude Bertrand (*1919 - 1986) dans Le Bon, la Brute et le Truand - Albert Augier (*1924 - 2007) dans Un détective à la dynamite - René Arrieu (*1924 - 1982) dans L'Or de MacKenna - Jacques Deschamps (*1931 - 2001) dans Le Roman d'un voleur de chevaux - Edmond Bernard (*1921 - 1994) dans La Dernière Chance - Jacques Thébault (*1924 - 2015) dans Qui a tué le président ? - Jacques Marin (*1919 - 2001) dans La Salamandre - Paul Borne dans Le Bon, la Brute et le Truand (scènes supplémentaires) - Pierre Bonzans dans The Holiday - Michel Robin (*1930 - 2020) dans The Ghost Writer - René Morard dans New York, I Love You |

Pour le film Le Cerveau, Eli Wallach assure sa post-synchronisation en français en collaboration avec Roger Carel qui se charge de dire les phrases les plus difficiles à prononcer pour l'acteur américain.